# Абакшин Даниіл Андрійович
Данило Андрійович Аба́кшин (за деякими даними, ім'я в паспорті - Даниіл; нар. 22 грудня 1997) — український футзаліст, гравець київського «ХІТа»  та збірної України. Майстер спорту України. Бронзовий призер ЧС-2024 з футзалу, володар срібної бутси турніру (7 голів).

## Життєпис
Народився 22 грудня 1997 року. Розпочинав свій спортивний шлях як гравець академії донецького «Шахтаря». У структурі «гірників» перебував до 13-річного віку, а потім почав виступати за єнакієвський ДЮФА ВАТ ЕМЗ. У зв'язку зі збройним конфліктом на Сході України переїхав із сім'єю до Харкова, де згодом приєднався до місцевого МФК «Viva Cup». По суті дебютував у великому футзалі лише у 2016 році, паралельно виступаючи за футбольні аматорські команди з Полтавської і Харківської областей.
У 2018 році підписав контракт з івано-франківським «Ураганом», де відразу став одним із кращих бомбардирів клубу. У сезонах 2019/20 і 2020/21 здобував титул кращого снайпера Екстра-ліги. У 2021 році виграв золоті медалі Екстра-ліги. За 5 сезонів у футболці «Урагана» провів за клуб 120 матчів в рамках еліти українського футзалу, в яких забив 76 м'ячів.
4 липня 2023 року уклав угоду із київським «ХІТом», з яким у сезоні 2023/24 відразу ж здобув золоті нагороди української футзальної Екстра-ліги.  
У січні 2025 року залишив київський гранд і перейшов до команди польської Екстракляси «Євробус». 8 січня того ж року у виїзній переможній грі проти «Ополє» (4:3) дебютував за нову команду в чемпіонаті Польщі і відразу ж відзначився забитим м'ячем. 
Збірна України
За збірну України дебютував 7 квітня 2021 року в Запоріжжі, в матчі групового етапу відбору на Чемпіонат Європи — 2022 проти збірної Данії. У першій грі записав на свій рахунок дубль (6:2). Наступного дня у другій зустрічі між цими командами знову відзначився голом, а збірна України виграла з рахунком 8:2 і здобула право виступати на ЧЄ-2022 з футзалу в Нідерландах.
На ЧЄ-2022 посів зі збірною України четверте місце, поступившись у матчі за бронзові нагороди іспанцям (1:4). Данило взяв участь у всіх 5 матчах національної команди на турнірі, у яких забив 2 м'ячі, у тому числі у півфінальній грі проти росіян.
У 2024 році на дебютному для себе чемпіонаті світу з футзалу, який проходив в Узбекистані здобув бронзові нагороди турніру. У грі за третє місце проти збірної Франції (7:1) відзначився хет-триком, який дозволив йому отримати срібну бутсу турніру (7 голів в 7 матчах). 
Станом на 16 квітня 2025 року провів за збірну України 49 матчів, у яких відзначився 30-ма влучними ударами.
| Сезон              | Команда            | Ліга               | М   | Г  |
| ------------------ | ------------------ | ------------------ | --- | -- |
| 2018/19            | «Ураган»           | Екстра-ліга        | 26  | 13 |
| 2019/20            | «Ураган»           | Екстра-ліга        | 16  | 17 |
| 2020/21            | «Ураган»           | Екстра-ліга        | 29  | 24 |
| 2021/22            | «Ураган»           | Екстра-ліга        | 18  | 10 |
| 2022/23            | «Ураган»           | Екстра-ліга        | 31  | 12 |
| Усього за «Ураган» | Усього за «Ураган» | Усього за «Ураган» | 120 | 76 |
| 2023/24            | «ХІТ»              | Екстра-ліга        | 34  | 24 |
| 2024/25            | «ХІТ»              | Екстра-ліга        | 8   | 4  |

Екстра-ліга: 162 матчі - 104 голів

### Досягнення
Клубні
Чемпіон України (2): 2020/21, 2023/24
- Володар Кубка України (2): 2018/19, 2019/20
- Володар Суперкубка України (2): 2019, 2023
- Володар Кубка Ліги (1): 2017/18
- Фіналіст Суперкубка України (1): 2021
- Срібний призер (2): 2018/19, 2022/23
- Бронзовий призер першості України (1): 2019/20

Збірна
Бронзовий призер ЧС-2024 з футзалу 
Індивідуальні
- Найкращий бомбардир чемпіонату України (2): 2020 (17 голів), 2021 (24 гола)
- Кращий гравець чемпіонату України за версією журналістів (1): 2020/21
- Кращий молодий гравець Екстра-ліги: 2018/19
- Найкращий гравець Всеукраїнського фіналу АФЛУ 2018[1].
- Володар срібної бутси ЧС-2024 з футзалу (7 голів)
- Найкращий асистент ЧС-2024 з футзалу (6 асистентів)[2]